# Back to December
Back to December ist ein Lied der US-amerikanischen Sängerin Taylor Swift, das am 12. Oktober 2010 als zweite Single aus ihrem im selben Monat (am 22. Oktober) erschienenen dritten Album Speak Now veröffentlicht wurde.

## Text
Im Text entschuldigt sich die Erzählerin bei einem Ex-Liebhaber dafür ihn verletzt zu haben. Der Text beklagt eine gescheiterte Beziehung, die etwas Besonderes hätte sein können: “It turns out freedom ain't nothin' but missin' you/ Wishin' I'd realized what I had when you were mine.” Die Erzählerin erinnert sich an das letzte Mal, als sie den Ex-Liebhaber sah: “You gave me roses and i left them there to die.” Sie möchte in die Vergangenheit reisen, um den Verlauf der Beziehung zu ändern: “I'd go back to December, turn around and make it alright/ I go back to December all the time.” Swift gab zu, dass das Lied einer realen Person gewidmet ist. Viele Taylor Swifts Fans glauben, dass das Lied von dem amerikanischen Schauspieler Taylor Lautner handelt, mit dem sie Ende 2009 eine kurze Affäre hatte.

## Kommerzieller Erfolg

### Chartplatzierungen
| ChartsChartplatzierungen               | Höchstplatzierung | Wochen |
| -------------------------------------- | ----------------- | ------ |
| Vereinigte Staaten (Billboard)         | 6 (20 Wo.)        | 20     |
| Vereinigte Staaten (Billboard Country) | 3 (19 Wo.)        | 19     |

| ChartsJahrescharts (2011)              | Platzierung |
| -------------------------------------- | ----------- |
| Vereinigte Staaten (Billboard)         | 74          |
| Vereinigte Staaten (Billboard Country) | 38          |

### Auszeichnungen für Musikverkäufe
| Land/Region                  | Auszeichnungen für Musikverkäufe (Land/Region, Auszeichnung, Verkäufe) | Verkäufe  |
| ---------------------------- | ---------------------------------------------------------------------- | --------- |
| Australien (ARIA)            | 2× Platin                                                              | 140.000   |
| Brasilien (PMB)              | Platin                                                                 | 60.000    |
| Kanada (MC)                  | Gold                                                                   | 40.000    |
| Neuseeland (RMNZ)            | Platin                                                                 | 30.000    |
| Vereinigte Staaten (RIAA)    | 2× Platin                                                              | 2.000.000 |
| Vereinigtes Königreich (BPI) | Silber                                                                 | 200.000   |
| Insgesamt                    | 1× Silber · 1× Gold · 6× Platin ·                                      | 2.470.000 |

Hauptartikel: Taylor Swift/Auszeichnungen für Musikverkäufe/Lieder

## Back to December (Taylor’s Version)
Swift nahm das Lied 2023 für ihre Albumneuauflage Speak Now (Taylor’s Version) erneut auf. Die Taylor’s Version erschien zwar nicht als Single, konnte aber aufgrund von Downloads und Musikstreaming die US-Charts erreichen.
| ChartsChartplatzierungen               | Höchstplatzierung | Wochen |
| -------------------------------------- | ----------------- | ------ |
| Vereinigte Staaten (Billboard)         | 16 (2 Wo.)        | 2      |
| Vereinigte Staaten (Billboard Country) | 5 (7 Wo.)         | 7      |

Auszeichnungen für Musikverkäufe

| Land/Region       | Auszeichnungen für Musikverkäufe (Land/Region, Auszeichnung, Verkäufe) | Verkäufe |
| ----------------- | ---------------------------------------------------------------------- | -------- |
| Australien (ARIA) | Gold                                                                   | 35.000   |
| Brasilien (PMB)   | Gold                                                                   | 20.000   |
| Insgesamt         | 2× Gold ·                                                              | 55.000   |

Hauptartikel: Taylor Swift/Auszeichnungen für Musikverkäufe/Lieder